# San Juan Portezuelo
San Juan Portezuelo är en ort i Mexiko.   Den ligger i kommunen Atlixco och delstaten Puebla, i den sydöstra delen av landet, 100 km sydost om huvudstaden Mexico City. San Juan Portezuelo ligger 1 881 meter över havet och antalet invånare är 618.
Terrängen runt San Juan Portezuelo är huvudsakligen kuperad, men åt sydväst är den platt. Runt San Juan Portezuelo är det ganska tätbefolkat, med 222 invånare per kvadratkilometer. Närmaste större samhälle är Cholula, 16,8 km norr om San Juan Portezuelo. Omgivningarna runt San Juan Portezuelo är en mosaik av jordbruksmark och naturlig växtlighet.